# Бататайс (микрорегион)

Бататайс на карте.

Бататайс (порт. Microrregião de Batatais) — микрорегион в Бразилии, входит в штат Сан-Паулу. Составная часть мезорегиона Рибейран-Прету. 
Население составляет 	106 345	 человек (на 2010 год). Площадь — 	3 088,606	 км². Плотность населения — 	34,43	 чел./км².

## Демография
Согласно сведениям, собранным в ходе переписи 2010 г. Национальным институтом географии и статистики (IBGE), население микрорегиона составляет:						
| Полное население                             | Полное население                             | Полное население                             | Полное население                             | 106 345 |
| -------------------------------------------- | -------------------------------------------- | -------------------------------------------- | -------------------------------------------- | ------- |
| в том числе:                                 | Городское население                          | 92 163                                       | Процент городского населения, %              | 86,66   |
|                                              | Сельское население                           | 14 182                                       | Процент сельского населения, %               | 13,34   |
|                                              | Мужское население                            | 52 824                                       | Процент мужского населения, %                | 49,67   |
|                                              | Женское население                            | 53 521                                       | Процент женского населения, %                | 50,33   |
| Плотность населения, чел/км²                 | Плотность населения, чел/км²                 | Плотность населения, чел/км²                 | Плотность населения, чел/км²                 | 34,43   |
| Население микрорегиона в % к населению штата | Население микрорегиона в % к населению штата | Население микрорегиона в % к населению штата | Население микрорегиона в % к населению штата | 0,26    |

## Статистика
- Валовой внутренний продукт на 2003 составляет 973 851 835,00 реалов (данные: Бразильский институт географии и статистики).
- Валовой внутренний продукт на душу населения на 2003 составляет 9501,98 реалов (данные: Бразильский институт географии и статистики).
- Индекс развития человеческого потенциала на 2000 составляет 0,811 (данные: Программа развития ООН).

## Состав микрорегиона
В составе микрорегиона включены следующие муниципалитеты:
1. Алтинополис
2. Бататайс
3. Кажуру
4. Касия-дус-Кокейрус
5. Санта-Крус-да-Эсперанса
6. Санту-Антониу-да-Алегрия